# باشگاه فوتبال آنتیگوا باراکودا
آنتیگوا باراکودا یک تیم فوتبال حرفه‌ای آنتیگوایی بود که در سنت جانز، آنتیگوا و باربودا قرار داشت. این تیم که در سال ۲۰۱۰ تأسیس شد، در یواس‌ال پرو، سطح سوم سیستم لیگ فوتبال ایالات متحده از سال ۲۰۱۱ تا ۲۰۱۳ بازی کرد.